# Oberbaudeputation
Die Oberbaudeputation war von 1804 bis 1850 die oberste Baubehörde im Königreich Preußen, hervorgegangen aus dem 1770 gegründeten Oberbaudepartement und bis 1880 als Technische Baudeputation fortgeführt.

## Geschichte
Das preußische Generaldirektorium richtete 1770 das Oberbaudepartement als zentrale Baubehörde für Preußen ein. Unter zwei Verwaltungsfachleuten als Direktoren standen acht Oberbauräte als technische Experten. Erster Direktor war der Geheime Finanzrat Gottfried Conrad Wilhelm Struve (um 1726–1791), Vizedirektor der Geheime Finanz-, Kriegs- und Domänenrat Johann Chistian Voß († 1778) und nach ihm Johann Peter Morgenländer (* um 1738). Zu den Mitgliedern gehörten als Oberbauräte die Kriegs-  und Domänenräte Simon Leonhard von Haerlem und August Gotthilf Naumann, der Oberbaudirektor Johann Boumann, der Oberkonsistorialrat Johann Jesaias Silberschlag, der Bergrat Carl Abraham Gerhard, der Referendarius Friedrich Holsche, der Bauinspektor Christian Timotheus Seidel und der Professor Johann Heinrich Lambert als „Membrum honorarium“. Das Oberbaudepartement sollte talentierte Baueleven fördern und zu Kondukteuren heranbilden, besonders begabte Schüler zu Referendaren benennen und Bildungsreisen ins Ausland gewähren und Bauräte und Baudirektoren in den Provinzen berufen. Zu den Kompetenzen gehörten neben dem Bauwesen im eigentlichen Sinne (Hochbau, Straßenbau, Wasserbau) auch bestimmte Aspekte des Berg- und Hüttenwesens, der Maschinenbau und andere technische Neuerungen. Bei der Verwaltungsreform Friedrich Wilhelms II. sogleich nach seinem Regierungsantritt 1786, wurde das Oberbaudepartement dem Etats-Minister und Oberjäger Grafen von Arnim unterstellt und damit auch die Anbindung an das Forstwesen verstärkt. 1801 wurde die 1799 gegründete Bauakademie als Abteilung dem Oberbaudepartement eingegliedert.
Neben dem Oberbaudepartement, das bei der Verwaltungsreform 1786 den provinzialen Bauämtern übergeordnet und für den sogenannten „Landbau“ zuständig war, richtete Friedrich Wilhelm II. das Oberhofbauamt ein. Zu Intendanten der neuen Behörde wurden der neu ernannte Minister Johann Christoph von Woellner und Michael Philipp Boumann ernannt. Dem Oberhofbauamt gehörten vier Oberhofbauräte, vier Bauinspektoren, ein Chausseebauinspektor sowie mehrere Kondukteure und Eleven an. In die Kompetenz des Amtes fielen alle Immediatbauten. Hierzu zählten die königlichen Schlösser, öffentliche und militärische Gebäude, aber auch andere gemeinschaftlich genutzte Gebäude wie Theater, Opernhäuser oder auch Sakralbauten sowie Privathäuser, die in Berlin und Potsdam auf königliche Rechnung gebaut wurden. Zum Direktor wurde 1788 Carl Gotthard Langhans ernannt.
Im Jahre 1804 wurde das Oberbaudepartement in die Technische Oberbaudeputation umgewandelt. Das noch nebenher bestehende Oberhofbauamt wurde bei der Reorganisation des preußischen Staatsapparates in den Jahren 1808–1810 im Zusammenhang mit den Stein-Hardenbergschen Reformen aufgelöst, die Technische Oberbaudeputation blieb aber bestehen. Diese, aus mindestens fünf Mitgliedern bestehend, war als beratende Instanz in Bauangelegenheiten und als Prüfungsbehörde für Bauführer, Baumeister und Feldmesser zuständig, die formelle Entscheidungsgewalt lag aber bei Fachministern. Karl Friedrich Schinkel, der 1810 in die Oberbaudeputation berufen wurde, nahm eine Sonderstellung ein. Er war quer über alle Fachgebiete für ästhetische Fragen für öffentliche Prachtgebäude und Monumente zuständig. Ab 1821 hatte die Oberbaudeputation sieben Mitglieder, von denen der jeweils älteste Baurat den Vorsitz führte.
Nach der Gründung des Ministeriums für Handel und Gewerbe im Jahre 1848 wurde auch die Bauverwaltung reorganisiert. Nach der Auflösung der Technischen Oberbaudeputation im Dezember 1849 gingen die von ihr wahrgenommenen Aufgaben auf die neu gebildete Abteilung für Bauwesen im Ministerium für Handel und Gewerbe über. An die Stelle der Technischen Oberbaudeputation trat die Technische Baudeputation, die ihre Tätigkeit im März 1850 aufnahm. Sie hatte die Aufgabe, das Bauwesen repräsentativ zu vertreten und bei Bauunternehmungen des Staates als beratende Instanz zu wirken. 1880 wurde die Technische Baudeputation aufgelöst. An ihre Stelle trat die Akademie des Bauwesens.

## Dienstsitze in Berlin
- Von 1770 bis 1776 war das Oberbaudepartement in den ehemaligen Wohnräume des Bankdirektors Georg Detlef Friedrich Koes in der oberen Etage des königlichen Bankhauses in der Jägerstraße untergebracht.
- Von 1796 bis 1802 wurde ein Teil des Wegelyschen Inselgebäudes an der Fischerbrücke vom Oberbaudepartement genutzt.
- Von 1802 bis 1806 war das  Oberbaudepartement zusammen mit der Bauakademie in der Neuen Münze am Werderschen Markt.
- Von 1806 bis 1836 war das Wohnhaus Zimmer- Ecke Charlottenstraße, das sogenannte Thielsche oder Wintzingerodische Haus, Sitz der Technischen Oberbaudeputation zusammen mit der Bauakademie.
- 1836 bezog die Oberbaudeputation zusammen mit der Bauakademie das neue Gebäude auf dem Grundstück des ehemaligen Alten Packhofs.

## Mitglieder (Oberbauräte und Assessoren)

### Im Oberbaudepartement
- 1770–1776 Johann Boumann
- 1770 Carl Abraham Gerhard
- 1770–1775 Simon Leonhard van Haerlem
- 1770–1781 Friedrich Holsche
- 1770–1777 Johann Heinrich Lambert
- 1770–1794 August Gotthilf Naumann
- 1770–1787 Johann Esaias Silberschlag
- 1770–1804 Christian Timotheus Seidel
- 1775 George Ludewig Schirrmeister
- 1777–1794 Michael Philipp Daniel Boumann
- 1778–1810 Heinrich August Riedel (sen.)
- 1783–1787 Johann Carl Schultze
- 1784–1797 Bernhard Friedrich Mönnich
- 1787–1809 Philipp Bernhard Berson
- 1788–1808 David Gilly
- 1791–1796 Jacob Wilhelm Mencelius (1747–1796)
- 1794–1829 Johann Albert Eytelwein
- 1794–1809 Heinrich Carl Riedel (jun.)
- 1794–1827 Johann Friedrich Carl Rothe
- 1796–1804 Martin Friedrich van Alten
- 1801–1804 August Ferdinand Triest

### In der Oberbaudeputation
- 1804–1815 Paul Ludwig Simon
- 1810–1828 Friedrich August Cochius
- 1810–1831 Karl Friedrich Schinkel
- 1814–1822 Franz Ernst Theodor Funk
- 1814–1819 Carl Samuel Held († 1819)
- 1814–1816 Johann Friedrich Moser
- 1815–1830 August Leopold Crelle
- 1816–1843 August Adolph Günther
- 1819–1846 Johann Carl Ludwig Schmid
- 1821–1837 Wilhelm Bauer (aus Düsseldorf)
- 1824–1846 Wilhelm Heinrich Mathias
- 1828–1849 Elsner († 1849)
- 1828–1851 Johann Friedrich August Severin
- 1829–1856 Becker
- 1829–1850 Friedrich Albert Eytelwein
- 1830–1849 Carl Ferdinand Busse
- 1830–1854 Gotthilf Heinrich Ludwig Hagen
- 1837–1845 Johann August Carl Soller
- 1842–1845 Ludwig Persius
- 1842–1854 Friedrich August Stüler
- 1843–1852 August Ludwig Berring
- 1846–1854 Gustav Adolph Linke
- 1847–1854 Carl Lentze
- 1848–1849 Georg Heinrich Bürde
- 1849–1856 Emil Hermann Hartwich

### Direktoren
- 1770–1790 Gottfried Conrad Wilhelm Struve
- 1770–1778 Johann Chistian Voß
- 1778–1809 Johann Peter Morgenländer
- 1794–1803 Michael Philipp Daniel Boumann
- 1803–1810 Heinrich August Riedel (sen.)
- 1810–1830 Johann Albert Eytelwein
- 1830–1841 Karl Friedrich Schinkel
- 1841–1842 August Adolph Günther
- 1842–1849 Johann Carl Ludwig Schmid
- 1849–1851 Johann Friedrich August Severin